# Músculo aritenóideo
O músculo aritenoideo é um músculo da laringe.